# Jatabe
Jatabe és un municipi de Biscaia, a la comarca d'Uribe. Limita al nord-oest amb Lemoiz, al sud-oest amb Gatika, al nord-est amb Bakio i al nord amb Mungia.